# Odontocepheus elongatus
Odontocepheus elongatus är en kvalsterart som först beskrevs av Michael 1879.  Odontocepheus elongatus ingår i släktet Odontocepheus och familjen Carabodidae. Inga underarter finns listade i Catalogue of Life.